# پرسیکا
پرسیکا (به انگلیسی: PERSICA)
رده درمانی: داروهای گیاهی
اشکال دارویی: دهانشویه و قطره

## موارد مصرف
قطره پرسیکا در موارد زیر به کار می‌رود :
پیشگیری از افزایش جرم روی دندان‌ها، پوسیدگی دندان‌ها و خونریزی لثه، ضدعفونی‌کننده دهان و مسکن درد دندان و لثه .

## اجزاء فراورده
قطره پرسیکا از عصاره هیدروالکلی گیاهان زیر تشکیل شده‌است :
1- ۳۰% گیاه مسواک (Salvadora persica)     
2- ۲۵% بومادران (Achillea millefolium)         
3- ۴۵% نعناع (Mentha spicata)

## مواد موثره
کلسیم، فلوراید، کلراید، ترکیبات، ایزوتیوسیانات، تانن، روغن‌های فرار (نظیر منتول و آزولن ) و آلکالویید آکیلئن

## مکانیسم اثر
مطالعات بالینی نشان داده است که استفاده مداوم از گیاه مسواک به دلیل میزان بالا کلراید موجب کاهش تشکیل پلاک دندان، جلوگیری از رنگی شدن دندان‌ها و ژنژیویت می‌گردد . و ترکیبات ایزوتیوسیانات موجود دراین گیاه مانع رشد باکتریهای دهان می‌شود . به علاوه میزان بالای کلسیم موجود افزایش منیزالیزاسیون و استحکام دندان می‌شود .
عصاره اتانولی بومادران به دلیل داشتن ترکیبات سزکویی ترپن لاکتون (آزولن) دارای اثرات ضد باکتریایی ( نظیر استافیلوکوکوس اورئوس، باسیلوس سابتلیس و ... ) می‌باشد  .
همچنین مطالعات نشان داده است که عصاره آبی بومادران دارای اثرات ضد التهابی بوده و این اثر به دلیل وجود آزولن در اسانس بومادران است . به علاوه بومادران به دلیل داشتن آکیلئین موجب کاهش زمان انعقاد خون شده و در خونریزی لثه مؤثر می‌باشد  . نعناع به دلیل داشتن منتول موجب ایجاد اثر ضد درد و ضدعفونی‌کننده این فراورده است.

## عوارض جانبی
با مصرف این فراورده در افراد حساس به نعناع و بومادران احتمال بروز واکنش‌های آلرژیک وجود دارد.